# Hemibagrus spilopterus
Hemibagrus spilopterus är en fiskart som beskrevs av Ng och Rainboth, 1999. Hemibagrus spilopterus ingår i släktet Hemibagrus och familjen Bagridae. IUCN kategoriserar arten globalt som livskraftig. Inga underarter finns listade i Catalogue of Life.